# Тебеньков, Яков Петрович
Яков Петрович Тебеньков (1781—1847) — генерал-лейтенант, участник Наполеоновских войн, командир Казанского порохового завода.

## Биография
Происходил из дворян Смоленской губернии; родился 29 января (9 февраля) 1781 года
В 1799 году, по окончании курса в Шкловском кадетском корпусе, был выпущен подпоручиком в артиллерию.
Принимал участие в военных действиях против Наполеона в течение 1805 и 1806—1807 гг.
По вторжении Наполеона поступил в корпус генерал-адъютанта Винцингероде, который имел назначением прикрывать Смоленск, и находился в сражениях при обороне Смоленска, на Бородинском поле и при Тарутино.
26 ноября 1826 года за беспорочную выслугу 25 лет в офицерских чинах Тебеньков был награждён орденом Св. Георгия 4-й степени (№ 3899 по кавалерскому списку Григоровича — Степанова). Постепенно продвигаясь по иерархической лестнице, он в 1828 году был произведён в генерал-майоры с назначением командиром конно-артиллерийской дивизии, с которой принял участие в усмирении польского восстания 1830—1831 гг.
В 1836 году он покинул строевую службу, будучи назначен командиром Казанского порохового завода, где «ввёл много улучшений как в смысле внешнего благоустройства, так равно и в способах выделки пороха: возвел много новых казённых зданий, привёл в порядок солдатские дома, улучшил быт нижних чинов, ввёл системы зернильную и бочешную для размельчения и смешивания серы с углем, вскоре улучшил эти системы, ввел зернильную коннодействующую машину и принял целый ряд мер, чтобы обезопасить производство».
В 1845 году он был произведён в генерал-лейтенанты. Был также награждён орденами Св. Владимира 4-й и 3-й степеней.
Умер 13 (25) марта 1847 года в Казани.
За свою службу получил ряд Высочайших благоволений, — первое из них в 1811 году за приведение в образцовый порядок конно-артиллерийской № 20 роты, и неоднократные денежные и земельные награды.
Его дочь Вера 25 января 1852 года венчалась в Петропавловском соборе Казани с Владимиром Ивановичем Богдановым.